# Dreiser Weiher
De Dreiser Weiher is een maar in de Duitse Vulkaaneifel, in de gemeente Dreis-Brück. De maar is ongeveer 1360 m lang en 1160 m breed en bevat geen meertje meer.
De vulkaankrater wordt omgeven door een 36 tot 120 m hoge kraterrand. In de vulkanische gesteenten rond en in de maar worden xenolieten van peridotiet, een voornamelijk uit olivijn bestaand gesteente, gevonden. Deze werden van grote diepte uit de aardmantel meegevoerd tijdens het omhoogkomen van de magma onder de voormalige vulkaan.
Tot het begin van de 19e eeuw was er een meertje in de maar. Het wordt nu ontwaterd naar de Ahbach. Er is een bron voor mineraalwater (Nürburg Quelle).

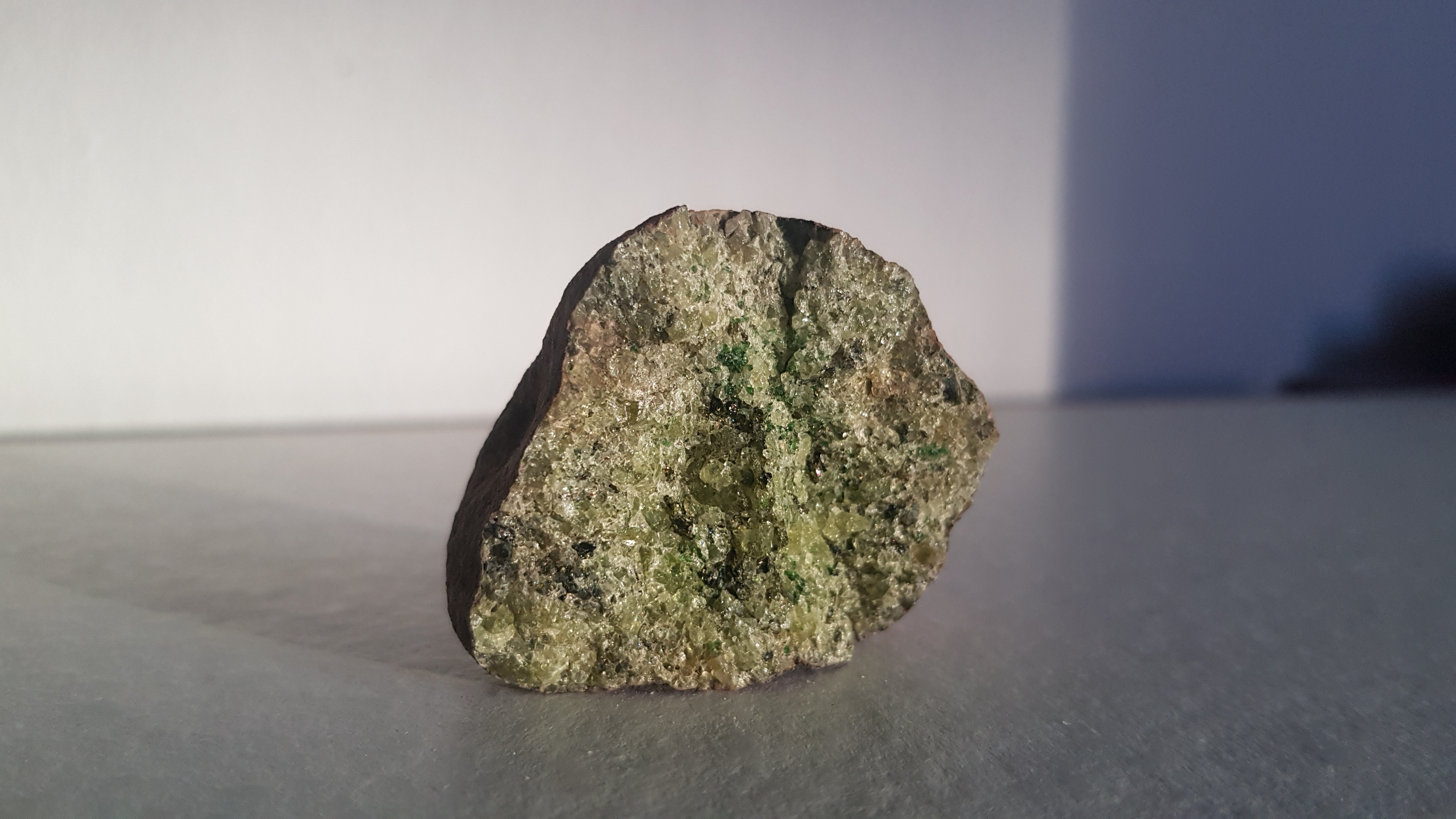
Olivijn gevonden te Dreiser Weiher
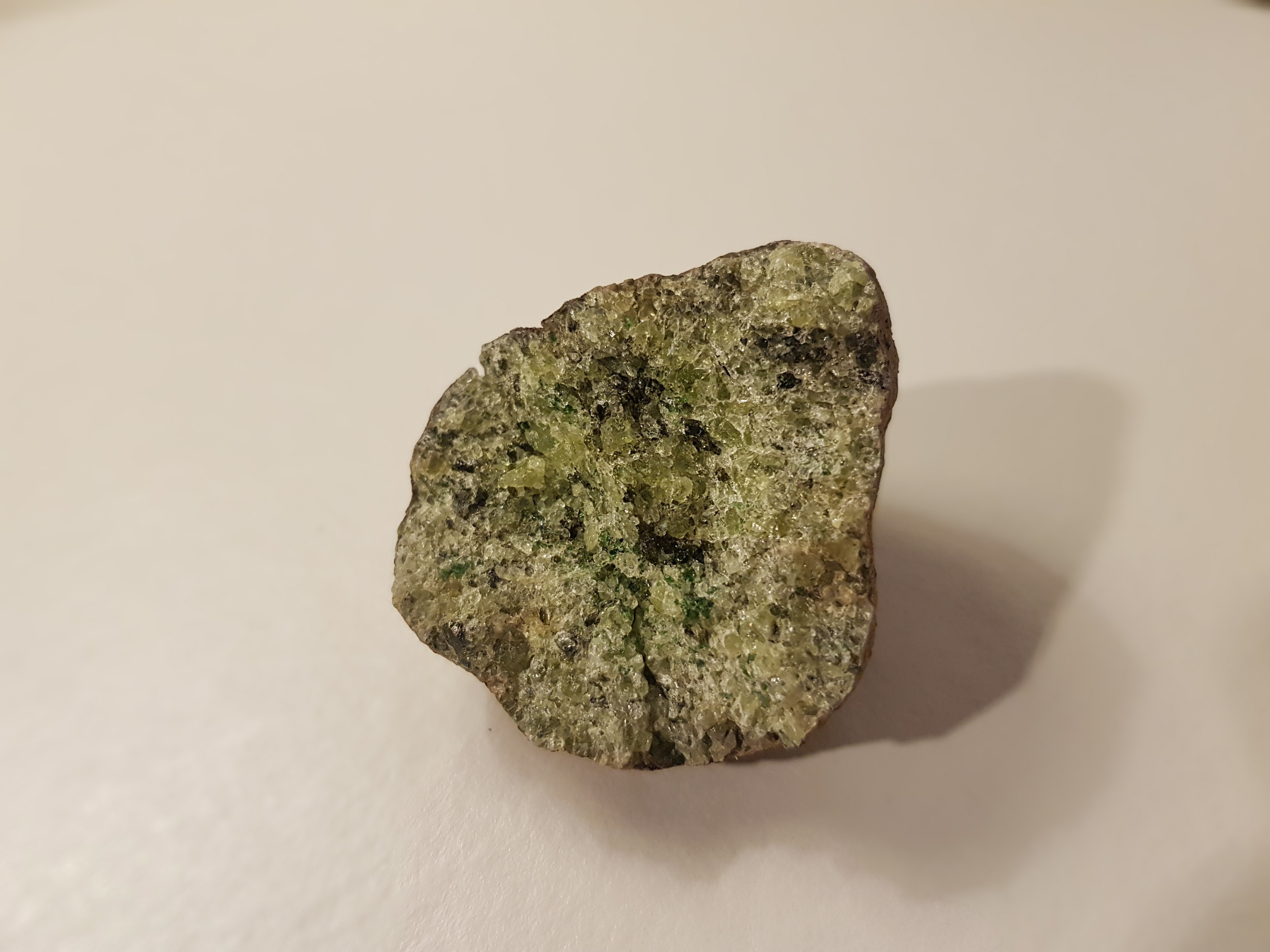
Olivijn gevonden te Dreiser Weiher